# Флавий Януарин
Флавий Януарин или Януарий (Иануарин или Иануарий) (на латински: Flavius Ianuarinus или Ianuarius) е политик на Римската империя през 4 век.
През 328 г. Флавий е консул заедно с Ветий Юст.
Вероятно е този Януарин, който е викарий (vicario) в Мизия между 319 и в Рим през 320 г.